# 戸狩温泉
戸狩温泉（とがりおんせん）は、長野県飯山市（旧国信濃国）にある温泉。1991年（平成3年）、掘削により開湯。

## 泉質
- アルカリ性単純温泉

## 温泉街
山側には戸狩温泉スキー場が広がり、スキー客用の民宿が多く立ち並ぶ。
ゲレンデ下には露天風呂を備えた共同浴場（暁の湯、望の湯の2つ 大人550円 子供350円、2015年11月現在）があり、肌にさらりと心地よい弱アルカリ性の湯と露天風呂から望むのどかな景色を満喫できる。

## アクセス

### 鉄道
- JR東日本飯山線戸狩野沢温泉駅よりバス・タクシーで約5分。

### 道路
- 上信越道豊田飯山ICより車で約20分。
- 関越道塩沢石打ICより車で約1時間30分。